# La Vila de Gola de Bous
La Vila de Gola de Bous és una masia situada al municipi de Llobera, a la comarca catalana del Solsonès. Molt a prop hi trobem el Dolmen de la Vila.